# Belisario Prats
Belisario Matías Prats Pérez (24 de febrer de 1827 — 14 de setembre de 1897) fou un polític xilè del partit liberal de govern. Belisario Prats va ser nomenat ministre de Guerra i Marina i posteriorment de l'Interior durant la presidència d'Aníbal Pinto Garmendia (1876-1881). El seu gabinet va haver de renunciar davant la ineficàcia del pla de l'almirall Juan Williams Rebolledo en la guerra del pacífic contra Perú i Bolívia el 1879. Fou reemplaçat per Antonio Encalles, una veritable icona del Partit Nacional o Montt-Varista. L'almirall va renunciar en favor del Comodoro Galvarino Riveros Cárdenas qui va aconseguir destruir el poder naval del Perú mitjançant la captura del Huáscar en el combat naval d'Angamos. Durant els successius ministeris creats pel president José Manuel Balmaceda (1886-1891) durant la crisi política de 1890-1891, Belisario va ser novament nomenat ministre de l'interior per un breu període (1890).